# Tom Siebenaler
Tom Siebenaler (28 settembre 1990) è un calciatore lussemburghese, difensore del Käerjeng 97.

## Carriera

### Club
Ha giocato nella massima serie lussemburghese con Grevenmacher e Differdange 03.

### Nazionale
Ha esordito con nazionale lussemburghese il 9 febbraio 2011 nell'amichevole Lussemburgo-Slovacchia (2-1).